# Wilfredomys oenax
Wilfredomys oenax är en däggdjursart som först beskrevs av Thomas 1928.  Wilfredomys oenax ingår i släktet Wilfredomys och familjen hamsterartade gnagare. Inga underarter finns listade.

## Beskrivning
Arten blir upp till 13 cm lång (huvud och bål) och därtill kommer en upp till 19 cm lång svans som bär hår. Vikten varierar mellan 35 och 61 gram. Pälsen är på ovansidan gulgrå och på buken vitaktig. Kännetecknande är den rödaktiga nosen.
Wilfredomys oenax förekommer i norra och centrala Uruguay samt i södra Brasilien (Rio Grande do Sul). Habitatet utgörs av tropiska skogar.
Gnagaren äter gröna växtdelar och bär. Inget är känt om fortplantningssättet.
Det största hotet utgörs av det extensiva skogsbruket och av skogsavverkningar i levnadsområdet. IUCN kategoriserar arten globalt som starkt hotad.